# Anton Spasov
Anton Spasov (bulgare : Антон Спасов) (né le 26 mars 1975 à Kazanlak en Bulgarie) est un footballeur bulgare.

## Biographie
Natif de Kazanlak, Spasov commence à jouer au football avec l'équipe locale du Rozova Dolina. 
En 1997, il sera transféré chez le Naftex Burgas et deviendra le meilleur buteur du championnat de Bulgarie de la saison 1998 avec 17 buts. Il terminera sa carrière à 29 ans lors de la saison 2003-04. En 2009, à 35 ans, il reprend le football et signe chez les Neftochimic Burgas 1986.

## Palmarès
- Meilleur buteur du championnat de Bulgarie: 1998 (17 buts).